# スポーツフィールド
株式会社スポーツフィールドは、体育会出身者・アスリートに特化した人材採用関連商品の企画・販売、人材紹介などのサービスを手掛ける人材企業である。また、『スポナビ』のブランドで人材情報サービスのポータルサイトを運営している。

## 概要
2010年1月に東京都渋谷区において人材採用関連商品の企画・販売、人材紹介、労働者派遣業務を目的として、株式会社スポーツリンク埼玉（その後、株式会社スポーツリンク東日本へと改名）を創業し、2014年1月に商号を「株式会社スポーツフィールド」に変更した。
全国12拠点にオフィスを構え、『スポナビ』ブランドで、体育会学生やアスリートを中心とする人材の採用支援事業（新卒向け人材紹介、転職者向け人材紹介、アスリートのセカンドキャリア、デュアルキャリア（競技と仕事の両立）⼈材紹介）のサービスを展開している。
2019年12月27日東証マザーズ市場（現：グロース）に上場。

## 沿革
- 2010年1月 - 東京都渋谷区に人材採用関連商品の企画・販売、人材紹介、労働者派遣業務を事業目的とした、株式会社スポーツリンク埼玉を設立（資本金1,000千円）
- 2011年4月 - 株式会社スポーツリンク東日本へ商号変更
- 2013年10月 - 体育会学生の総合就職支援サービス「スポナビ」を開始
- 2014年1月 - 株式会社スポーツフィールドへ商号変更
- 2014年4月 - 有料職業紹介業についての厚生労働大臣許可を受ける（厚生労働大臣許可13-ユ-306448）
- 2014年5月 - 転職支援サービス「スポナビキャリア」を開始
- 2016年5月 - 東京都新宿区に子会社、株式会社エスエフプラス（現連結子会社）を設立
- 2016年8月 - 労働者派遣業についての厚生労働大臣許可を受ける（厚生労働大臣許可　派　13-306720）
- 2018年10月 - 現役アスリートのデュアルキャリア支援として派遣・紹介予定派遣事業（現「スポナビアスリート」事業）を開始
- 2019年12月 - 東京証券取引所マザーズ市場に株式を上場（資本金92,680千円）
- 2020年5月 - スポーツ関連企業に特化した就職・転職情報サイト「スポジョバ」を事業譲受
- 2020年9月 - スポーツ経験者のための新卒者向け就職支援サービス「スポチャレ」を開始
- 2021年3月 - スポーツ経験者のための既卒者向け就職支援サービス「スポチャレ転職」を開始
- 2022年4月 - 東京証券取引所グロース市場に市場再編
- 2023年4月 - 民間企業初、国立競技場にて入社式・運動会を開催

## 主なサービス
- スポナビ - 体育会に所属する大学生に特化した新卒者向け就職情報サイト並びに就職支援サービス
- スポナビキャリア - 体育会出身者・アスリートに特化した既卒者向け就職情報サイト並びに就職支援サービス
- スポチャレ - 大学体育会、サークル、同好会、学外スポーツチーム、高校部活においてスポーツに打ち込んだ経験を持つ新卒者向け就職情報サイト並びに就職支援サービス
- スポチャレ転職 - 時期を問わず、スポーツに打ち込んだ経験を持つ既卒者向け就職情報サイト並びに就職支援サービス
- スポジョバ - スポーツ関連企業に特化した新卒者・既卒者向け就職情報サイト並びに就職支援サービス
- スポナビアスリート - 現役アスリート・スポーツチームのためのキャリア支援（デュアルキャリア・セカンドキャリア）並びに活動支援サービス
- スポティブ  - 若手ハイキャリアを目指すスポーツ経験者のための転職エージェントサービス